# Mithrax
Genre
Mithrax est un genre de crustacés regroupant des crabes de la famille des Mithracidae.

## Liste d'espèces
Selon ITIS :
- Mithrax caribbaeus M. J. Rathbun, 1900
- Mithrax hemphilli M. J. Rathbun, 1892
- Mithrax hispidus (J. F. W. Herbst, 1790)
- Mithrax holderi Stimpson, 1871
- Mithrax pilosus M. J. Rathbun, 1892 - Crabe royal des Caraïbes[1]
- Mithrax pleuracanthus Stimpson, 1871
- Mithrax spinosissimus (Lamarck, 1818)
- Mithrax tortugae M. J. Rathbun, 1920
- Mithrax verrucosus H. Milne Edwards, 1832

Selon WRMS :
- Mithrax aculeatus (Herbst, 1790)
- Mithrax armatus Saussure, 1853
- Mithrax bellii Gerstaecker, 1857
- Mithrax besnardi Melo, 1990
- Mithrax braziliensis Rathbun, 1892
- Mithrax caboverdianus Türkay, 1986
- Mithrax clarionensis Garth, 1940
- Mithrax hemphilli Rathbun, 1892
- Mithrax hispidus (Herbst, 1790)
- Mithrax holderi Stimpson, 1871
- Mithrax leucomelas Desbonne, in Desbonne & Schramm, 1867
- Mithrax pygmaeus Bell, 1835
- Mithrax sinensis Rathbun, 1892
- Mithrax spinosissimus (Lamarck, 1818)
- Mithrax tuberculatus Stimpson, 1860
- Mithrax verrucosus H. Milne Edwards, 1832